# Verkiezingen voor het Europees Parlement 2009/Kandidatenlijst/CDA
Op 21 maart 2009 bekrachtigde het partijcongres van het Christen-Democratisch Appèl de kandidatenlijst van die partij voor de Europese Parlementsverkiezingen van 2009. Er werden geen wijzigingen aangebracht op het voorstel van de kandidatencommissie. Een groot deel van de lijst bestond uit zittende leden van het Europees Parlement voor de partij.

## Kandidatenlijst
1. Wim van de Camp (*)
2. Corien Wortmann-Kool (*)
3. Maria Martens (op 7 juni 2011 beëdigd als Eerste Kamerlid)
4. Esther de Lange (*)
5. Lambert van Nistelrooij (*)
6. Cornelis Visser (per 1 juni 2010 burgemeester van de gemeente Twenterand)
7. Winand Quaedvlieg
8. Michiel Holtackers (op 30 juni 2011 beëdigd als Tweede Kamerlid)
9. Agnes Mulder (op 20 september 2012 beëdigd als Tweede Kamerlid)
10. Peter Cammaert
11. Mito Croes
12. Michiel Dijkman
13. Rena Netjes
14. Mariëlla Smids
15. Pier Antuma
16. Wim Kuiper
17. Ans van Zeeland
18. Hester Jansen
19. Arine Sijl
20. Greet Seinen
21. Joma Kaal
22. Marianne van Hall-Disch
23. Mirjam Depondt-Olivers
24. André Kolodziejak
25. Ria Oomen-Ruijten (* dankzij 70.388 voorkeurstemmen)

Noot*: verkozen politici